# خطأ أيضي خلقي
يشكل الخطأ الأيضي الخلقي أو الخطأ الاستقلابي الخلقي فئةً كبيرة من الأمراض الوراثية التي تنطوي على اضطرابات خلقية في عملية التمثيل الغذائي. وتعود الغالبية إلى عيوب الجينات الوحيدة التي تشفر الإنزيمات التي تسهل تحويل مواد مختلفة (ركائز) إلى مواد أخرى (منتجات). في معظم الاضطرابات، تنشأ مشاكل بسبب تراكم المواد السامة، أو لأنها تتداخل مع الوظائف الطبيعية، أو نتيجة لانخفاض القدرة على توليف المركبات الأساسية.
وقد تم صياغة مصطلح الخطأ الأيضي الخلقي من قبل الطبيب البريطاني، أرشيبالد غارود (1857-1936)، في عام 1908. وهو معروف بعمله الذي أنشأ نظرية (جين واحد- إنزيم واحد)، استنادًا إلى دراسته عن الطبيعة، والوراثة والبيلة الألكابتونية.

## تصنيف
تقليديا، تم تصنيف الأمراض الأيضية الموروثة على أنها اضطرابات التمثيل الغذائي للكربوهيدرات، استقلاب الأحماض الأمينية، استقلاب الأحماض العضوية، أوأمراض الاختزان في الجسميات الحالة. وفي العقود الأخيرة، تم اكتشاف مئات من الاضطرابات الموروثة الجديدة من عملية التمثيل الغذائي، وتكاثرت الفئات. وفيما يلي بعض من الفئات الرئيسية من الأمراض الأيضية الخلقية، مع أمثلة بارزة من كل فئة. العديد من الآخرين لا تقع في هذه الفئات.
- اضطرابات الأيض للكربوهيدرات
  - مثال: داء اختزان الغلايكوجين
- اضطرابات الأيض للأحماض الأمينية
  - مثال: بيلة الفينيل كيتون، داء البول القيقبي، وبيلة حمض الغلوتاريك (النوع الأول).
- اضطراب دورة اليوريا
  - مثال: عوز مخلقة فوسفات الكربامويل
- اضطرابات التمثيل الغذائي للأحماض العضوية (احمضاض الدم العضوي)
  - مثال: البيلة الألكابتونية
- اضطرابات أكسدة الأحماض الدهنية، والتمثيل الغذائي للميتوكوندريا
- اضطرابات الأيض للبورفيرين
  - مثال: البُرفيرية الحادة المتقطعة
- اضطرابات الأيض للبيورين، والبيريميدين
  - مثال: متلازمة لش-نيهان
- اضطرابات الأيض للإستيرويد
  - مثال: فرط تنسج الكظرية الخلقي
- اضطرابات وظيفة الميتوكوندريا
  - مثال: متلازمة كيرنز-ساير (بالإنجليزية: Kearns–Sayre syndrome)
- اضطرابات وظيفة البيروكسيسومات
  - مثال: متلازمة زيلويغر
- داءالاختزان في الجسيمات الحالّة
  - مثال: داء غوشيه، مرض نيمان-بيك

## علامات وأعراض
نتيجة للعدد الهائل من هذه الأمراض، والمجموعة الواسعة من النظم المتضررة؛ فإن تقريبا كل شكوى مقدمة إلى الطبيب قد يكون مرض الأيض الخلقي سبب محتمل لها، وخاصة في مرحلة الطفولة. وفيما يلي أمثلة على الأعراض المحتملة الناتجة عن تأثر الأجهزة الأساسية للجسم.
- فشل النمو، وفقدان الوزن
- غموض الأعضاء التناسلية، تأخر البلوغ، والبلوغ المبكر
- التأخر التنموي، النوبات، الخرف، اعتلال دماغي، والسكتة الدماغية
- الصمم، والعمى
- الطفح الجلدي، التصبغ الغير طبيعى، عدم وجود تصبغ، ونمو الشعر المفرط
- تشوهات الأسنان
- نقص المناعة، انخفاض عدد الصفائح الدموية، انخفاض عدد خلايا الدم الحمراء، تضخم الطحال، وتضخم العقد اللمفاوية
- العديد من أشكال السرطان
- القيء المتكرر، الإسهال، وآلام في البطن
- التبول المفرط، الفشل الكلوي، الجفاف، والاستسقاء
- انخفاض ضغط الدم، قصور القلب، تضخم القلب، ارتفاع ضغط الدم، والنوبة القلبية
- تضخم الكبد، اليرقان، وفشل الكبد
- ملامح الوجه غير عادية، والتشوهات الخلقية
- الإفراط في التنفس (فرط التنفس)، وفشل الجهاز التنفسي
- السلوك غير طبيعي، الاكتئاب، والذهان
- آلام المفاصل، ضعف العضلات، وتشنجات
- قصور الغدة الدرقية، قصور الغدة الكظرية، قصور الغدد التناسلية، وداء السكري

## التشخيص
العشرات من الأمراض الأيضية الخلقية هي الآن قابلة للكشف عن طريق اختبارات فحص حديثي الولادة، وخاصة اختبار موسع باستخدام قياس الطيف الكتلي، والذي يعتبر وسيلة شائعة على نحو متزايد للتشخيص، وأحيانا يؤدي إلى علاج مبكر، ونتائج أفضل. وهناك تقنية ثورية للكروماتوغرافيا الغازية التي تعتمد على قياس الطيف الكتلي مع نظام تحليلي متكامل، الأمر الذي جعل من الممكن الآن اختبار حديثي الولادة لأكثر من 100 مم من الاضطرابات الأيضية الوراثية.
ونتيجة لتعدد الظروف؛ تستخدم العديد من الاختبارات التشخيصية المختلفة للفحص، وغالبا ما يتم إتباع النتيجة الغير طبيعية باختبار نهائي لاحق؛ لتأكيد التشخيص المشتبه به.

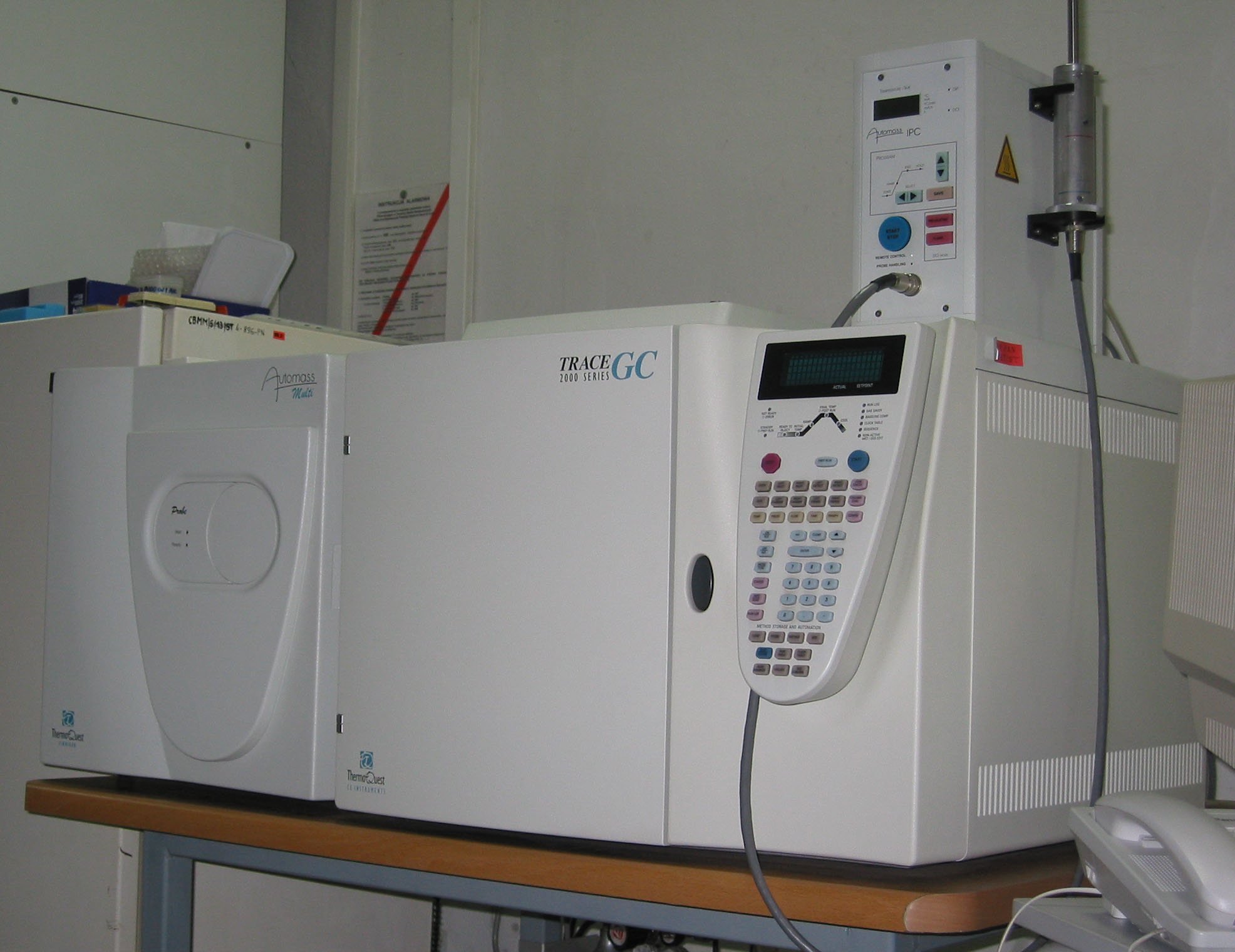
GCMS(جهاز الإستشراب الغازي، ومطياف الكتلة)

اختبارات الفحص الشائعة المستخدمة في السنوات الستين الماضية:
- اختبار كلوريد الحديديك (تتغير الألوان كرد فعل للأيض غير الطبيعي في البول).
- استشراب ورقة النينهيدرين (الكشف عن أنماط الأحماض الأمينية غير الطبيعية).
- الفحص الغوثري لتثبيط البكتريا (الكشف عن عدد قليل من الأحماض الأمينية في كميات مفرطة في الدم)، ويمكن استخدام بقعة الدم المجففة للاختبار بالاستخدام جنبا إلى جنب الطيف الكتلي. والذي يعتبر مؤشر لوجود اضطراب. ونفس الشيء يجب أن يؤكد من خلال فحوصات الإنزيم، إيكس نينهيدرين، أو اختبار الحمض النووي.
- القياس الكمي للأحماض الأمينية في البلازما والبول
- تحليل الحمض العضوي في البول بواسطة الإستشراب الغازي، ومطياف الكتلة
- تحليل أسيل كارنيتين البلازما بواسطة مطياف الكتلة
- تحليل بيورين وبيريميدين البول بواسطة الإستشراب الغازي، ومطياف الكتلة

اختبارات تشخيصية محددة (أو اختبارات فحص مركزة لمجموعة صغيرة من الاضطرابات):
- خزعة الأنسجة، أو تشريح: الكبد، والعضلات، والدماغ، ونخاع العظام
- خزعة الجلد، وزراعة الخلايا الليفية لاختبار انزيم معين
- اختبار الحمض النووي

وأفاد استعراض 2015 أنه حتى مع كل هذه الاختبارات التشخيصية، فإن هناك حالات فيها "اختبار الكيمياء الحيوية، والتسلسل الجيني، والاختبارات الأنزيمية، لا يمكنها تأكيد ولا استبعاد الخطأ الأيضي الخلقي، مما أدى إلى الحاجة إلى الاعتماد على مسار المريض السريرية.

## العلاج
في منتصف القرن العشرين، كان العلاج الرئيسي لبعض اضطرابات الأحماض الأمينية تقييد البروتين الغذائي، وكل الرعاية الأخرى كانت ببساطة معالجة المضاعفات. وفي السنوات العشرين الماضية، أصبح استبدال الأنزيم، والعلاج الجيني، وزرع الأعضاء أشكال متاحة ومفيدة للعديد من الاضطرابات التي لم يتم علاجها سابقا.
يتم سرد بعض أنواع العلاجات الأكثر شيوعًا، أو العلاجات الواعدة:
- حمية غذائية
  - مثال: لا يزال خفض البروتين الغذائي الدعامة الأساسية لعلاج بيلة الفينيل كيتون، وغيرها من اضطرابات الأحماض الأمينية.
- المكملات الغذائية أو الاستبدال
  - مثال: الابتلاع عن طريق الفم من نشا الذرة عدة مرات في اليوم يساعد على منع الناس الذين يعانون من داء اختزان الغلايكوجين من نقص سكر الدم على نحو خطير.
- الفيتامينات
  - مثال: مكملات فيتامين ب1 تفيد في علاج عدة أنواع من الاضطرابات التي تسبب الحُماض اللبني.
- المستقلبات المتوسطة، والمركبات، أو الأدوية التي تسهل أو تؤخر مسارات أيض محددة
- غسيل الكلى
- استبدال الإنزيم
  - مثال: حمض ألفا غلوكوزيداز لمرض بومبي
- العلاج الجيني
- نخاع العظم، أو زرع الأعضاء
- علاج الأعراض والمضاعفات
- التشخيص قبل الولادة

## وبائيات
في دراسة أجريت في كولومبيا البريطانية، قدرت النسبة الإجمالية لأخطاء الأيض الخلقية حوالي 40 لكل 100000 ولادة حية، أو 1 في 1400 ولادة، أي تمثل عموما أكثر من حوالي 15٪ من اضطرابات الجينات المفردة في السكان.
| نوع الخطأ الأيضي الخلقي | الإصابة                  | الإصابة    |
| --- | ------------------------ | ---------- |
| المرض الذي يشمل الأحماض الأمينية (مثال: بيلة الفينيل كيتون)، والأحماض العضوية، الحماض اللبني الأولي، الجلاكتوسيميا، أو مرض دورة اليوريا | 24 لكل 100000 ولادة      | 1 في 4200  |
| مرض اختزان في الجسميات الحالة | 8 لكل 100000 ولادة       | 1 في 12500 |
| الاضطراب البيروكسيزومي | 3 إلى 4 لكل 100000 ولادة | 1 في 30000 |
| مرض الميتوكوندريا القائم على السلسلة التنفسية                                                                                           | 3 لكل 100000 ولادة       | 1 في 33000 |
| داء اختزان الغلايكوجين | 2,3 لكل 100000 ولادة     | 1 في 43000 |